# 松本紀彦
松本 紀彦（まつもと のりひこ、1944年（昭和19年）3月5日 - ）は、日本のフィールドホッケー選手、プロゴルファー。

## 経歴・人物
広島県広島市出身。明治大学卒。1968年メキシコシティーオリンピックで男子トーナメントに出場した。その後、プロゴルファーに転じ、阿山カンツリー倶楽部に所属した。